# Hopkins FBI
Hopkins FBI – komputerowa gra przygodowa typu wskaż i kliknij wyprodukowana i wydana przez MP Entertainment w 1998 roku.
Gracz wciela się w agenta FBI – Hopkinsa. Bohater tropi przestępcę o imieniu Bernie Berckson, który uciekł przed egzekucją na krześle elektrycznym.
Gra zawiera bardzo rozbudowaną fabułę oraz wiele map – poza miastem (miejscem, gdzie zaczyna się gra) – grający odwiedza również las, raj, tropikalną wyspę, fabrykę oraz podwodną bazę. Każda z tych lokalizacji składa się z szeregu interaktywnych miejsc, przedmiotów i postaci, z którymi główny bohater może porozmawiać. Fabuła jest liniowa. Hopkins FBI zawiera również elementy science fiction.
Grafika do gry była tworzona przez twórców kreskówek, m.in. francuskiego artystę Thierry’ego Ségura. W tworzeniu polskiej wersji udział wzięli m.in. Radosław Pazura, Piotr Fronczewski i Janusz Gajos.
Ze względu na drastyczne sceny oraz nagość – gra przeznaczona jest dla dorosłych. W Polsce gra została wydana w wersji ocenzurowanej (usunięto m.in. brutalne fragmenty ze sceny przedstawiającej napad na bank).